# Новые дикие
Новые дикие (нем. Neue Wilde, Новые фовисты) — течение немецкого постмодернизма в живописи.
Течение возникло на волне новой моды на экспрессионизм и фовизм (отсюда само название, напоминающее о фовистах как «старых диких»). Тяготели к импульсивной эмоциональности самовыражения, противостоящей концептуальному искусству или гиперреализму. Живопись, графика и скульптура «новых диких» (Г. Базелиц, А. Кифер, А. Пенк в Германии, И. Борофский, Дж. Шнабель в США) обычно сохраняя фигуративность, отличаются своеобразным «варварским лиризмом»(близким новейшим течениям поп-музыки), включает массу загадочных знаков, поэтому в Италии работы мастеров этого плана (Ф. Клементе, Э. Кукки, М. Палладино) обозначают обычно как «искусство-шифр» (arte cifra). Нередко смыкается со стилем граффити.
Дистанцируясь от концептуализма и минимализма, «Новые дикие» возвращаются к фигуративности, цвету, экспрессивности, спонтанным методам создания произведений, апеллируют к фовизму, живописи Анри Матисса. Другие творческие источники — немецкий экспрессионизм и многообразные формы современной субкультуры.
Движение «Новых диких» возникло в конце 70-х годов XX века в Германии. Одной из его первых акций стала организация выставки «Новый дух в живописи» (Лондон, 1981), объединившей произведения молодых художников и их предшественников — Пабло Пикассо, Ф. Бэкона, Э. Уорхола, Д. Хокни. Целью выставки был новый взгляд на искусство живописцев старшего поколения, соответствующий постмодернистской установке на творческое освоение художественного наследия прошлого. Эту линию продолжила следующая выставка — «Дух времени» (Берлин, 1982), чьей целью было освещение актуальных эстетических, теоретических и психологических проблем на материале живописи прошлого и настоящего.
Сверхзадача «Новых диких» — обновление художественного видения в духе новой фигуративности, порой посредством эстетического шока. Георг Базелиц при экспонировании переворачивает свои полотна ради дестабилизации привычного зрительского взгляда на картину, выявления её глубинной структуры. Используя данные теории информации, А. Пенк создает авторские знаки исторического развития человечества. Тематика картин Ансельма Кифера, Йорга Иммендорфа, связана со спецификой исторической, политической и культурной жизни Германии (роль мифов и истории в немецком национальном сознании).
В 1987 году от «Новых диких» отделилось новое направление — «После природы», основателями которого стали Иржи Георг Докупил и Петер Класхорст.

## Художники
- Йорг Иммендорф
- Мартин Киппенбергер